# Susupuato de Guerrero
Susupuato de Guerrero es una localidad del estado de Michoacán, México, cabecera del municipio de Susupuato.

## Ubicación
La ciudad de Susupuato de Guerrero se encuentra aproximadamente en la ubicación 19°13′1″N 100°24′0″O / 19.21694, -100.40000, a una altitud de 1334 m s. n. m., a 210 km de la capital del Estado.

## Toponimia
El nombre Susupuato deriva de la expresión indígena que se traduce como "tierra de alacranes", y guarda relación con la presencia de escorpiones en el territorio. El complemento "de Guerrero" recuerda a Vicente Guerrero, héroe nacional y Benemérito de la Patria.

## Demografía
Según los datos registrados en el censo de 2020, la localidad cuenta con 426 habitantes lo que representa un decrecimiento promedio anual de -1.4% anual en el período 2010-2020 sobre la base de los 489 habitantes registrados en el censo anterior. Ocupa una superficie de 0.1761 km², lo que determina al año 2020 una densidad de 2418 hab/km².
| Gráfica de evolución demográfica de Susupuato de Guerrero entre 2000 y 2020 |
|                                                                             |
| Fuente: Instituto Nacional de Estadística Geografía e Informática           |

La población de Susupuato de Guerrero está mayoritariamente alfabetizada, (11.50% de personas mayores de 15 años analfabetas, según relevamiento del año 2020), con un grado de escolaridad en torno a los 7 años. Solo el 0.47% se reconoce como indígena. 

El 97.9% de los habitantes de Susupuato de Guerrero profesa la religión católica.
En el año 2010 estaba clasificada como una localidad de grado medio de vulnerabilidad social. Según el relevamiento realizado, 213 personas de 15 años o más no habían completado la educación básica, —carencia conocida como rezago educativo—, y 184 personas no disponían de acceso a la salud.